# Alberto Elli

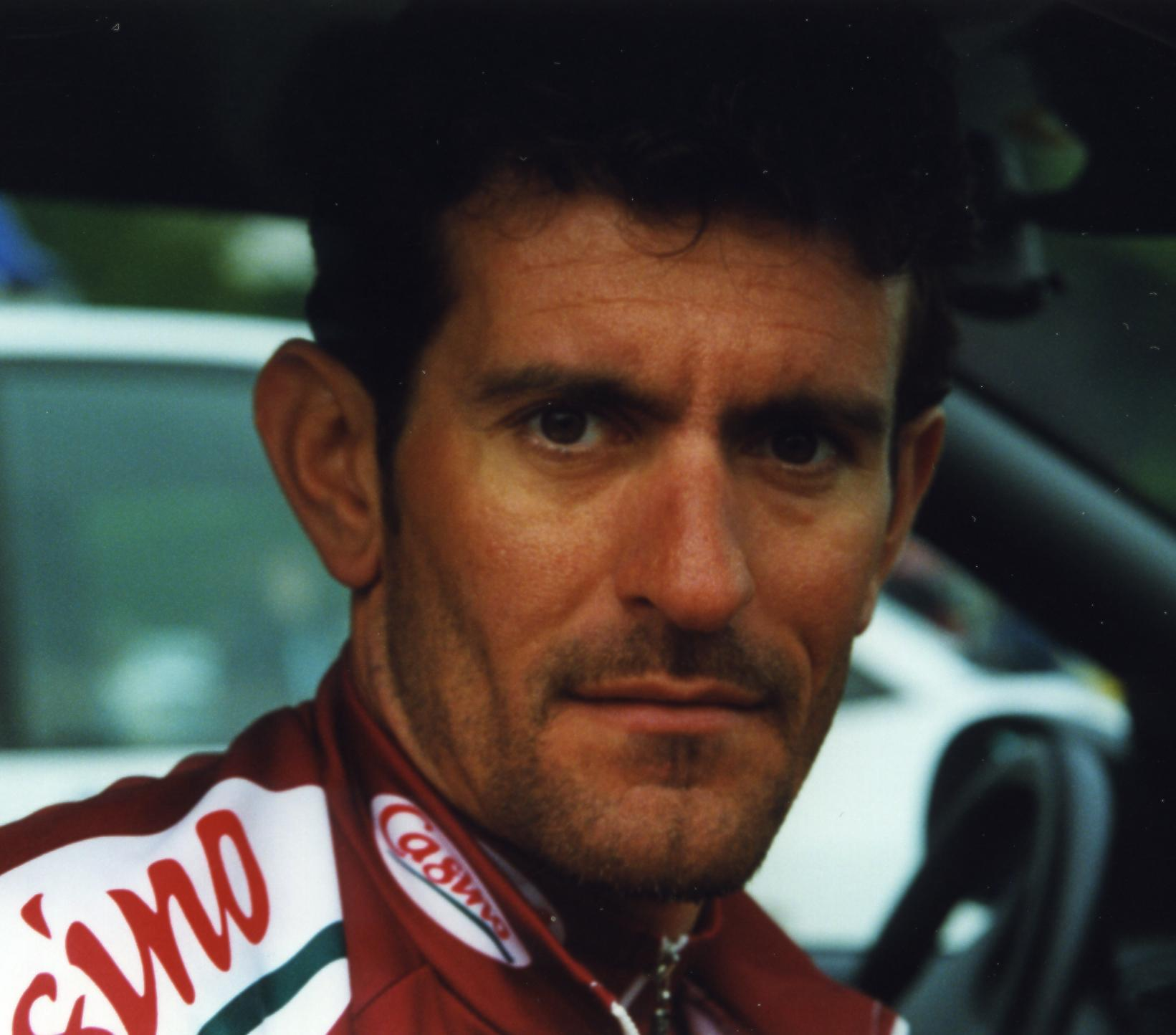
Alberto Elli

Alberto Elli (* 9. März 1964 in Giussano) ist ein ehemaliger italienischer Radrennfahrer.

## Sportliche Laufbahn
Als Amateur siegte Elli 1986 im Piccolo Giro di Lombardia. Der Bergspezialist begann seine Karriere als Berufsfahrer 1987 im Radsportteam Remac-Fanini. Zu seinen wichtigsten Erfolgen zählen zwei Siege bei der Luxemburg-Rundfahrt 1996 und 2000, ein Erfolg beim Grand Prix Midi Libre 1997 sowie der Gewinn von Mailand–Vignola 1993. Darüber hinaus gelangen ihm drei Podestplatzierungen bei den italienischen Meisterschaften (1987 2., 1998 und 1999 3.) sowie ein zweiter Rang beim Radsportklassiker Mailand–Sanremo 1997. 1992 gewann er die Rennserie Trofeo dello Scalatore.
Bei der Tour de France konnte Elli im Jahr 1994 einen siebten Platz belegen und wurde 1998 und 1999 Dritter bzw. Zweiter der Bergwertung. Im Jahr 2000 eroberte er nach der vierten Etappe das Gelbe Trikot, das er vier Tage lang trug, beendete die Rundfahrt als Helfer von Jan Ullrich allerdings nur auf einem 84. Gesamtrang.
Im Jahr 2001 wurde Elli wegen des Besitzes verbotener Substanzen und gebrauchter Spritzen mit Wachstumshormonen nach einer Razzia beim Giro d’Italia für sechs Monate gesperrt und musste eine Geldstrafe von 2000 Schweizer Franken entrichten, zudem in einem Strafprozess zu sechs Monate Haft mit Bewährung und einer Geldstrafe in Höhe von 12.000 Euro verurteilt. Weitere 10.000 Euro musste er an das Olympische Komitee Italiens (CONI) zahlen.
Elli beendete seine aktive Karriere 2002 im Team Index Alexia und ist heute Sportlicher Leiter im Team Preti Mangimi.

## Palmarès
1992
- eine Etappe und Gesamtwertung Hofbräu Cup
- eine Etappe Luxemburg-Rundfahrt

1993
- Trofeo Matteotti
- Mailand–Vignola

1994
- eine Etappe Settimana Siciliana
- Prolog und Gesamtwertung Boland Bank Tour

1995
- zwei Etappen Bicicleta Vasca
- Criterium d’Abruzzo

1996
- eine Etappe Bicicleta Vasca
- eine Etappe und Gesamtwertung Luxemburg-Rundfahrt
- GP Città di Camaiore

1997
- Gesamtwertung Grand Prix Midi Libre

1998
- zwei Etappen und Gesamtwertung Murcia-Rundfahrt
- eine Etappe Baskenland-Rundfahrt

2000
- eine Etappe Rapport Toer
- GP de Wallonie
- Gesamtwertung Luxemburg-Rundfahrt

## Teams
- 1987 Remac-Fanini
- 1988 Fanini-Seven Up
- 1989–1993 Ariostea
- 1994 GB-MG Maglificio
- 1995–1996 MG Maglificio-Technogym
- 1997–1998 Casino-ag2r Prévoyance
- 1999–2001 Team Telekom
- 2002 Index–Alexia Alluminio